# Bashshar Awwad Marouf

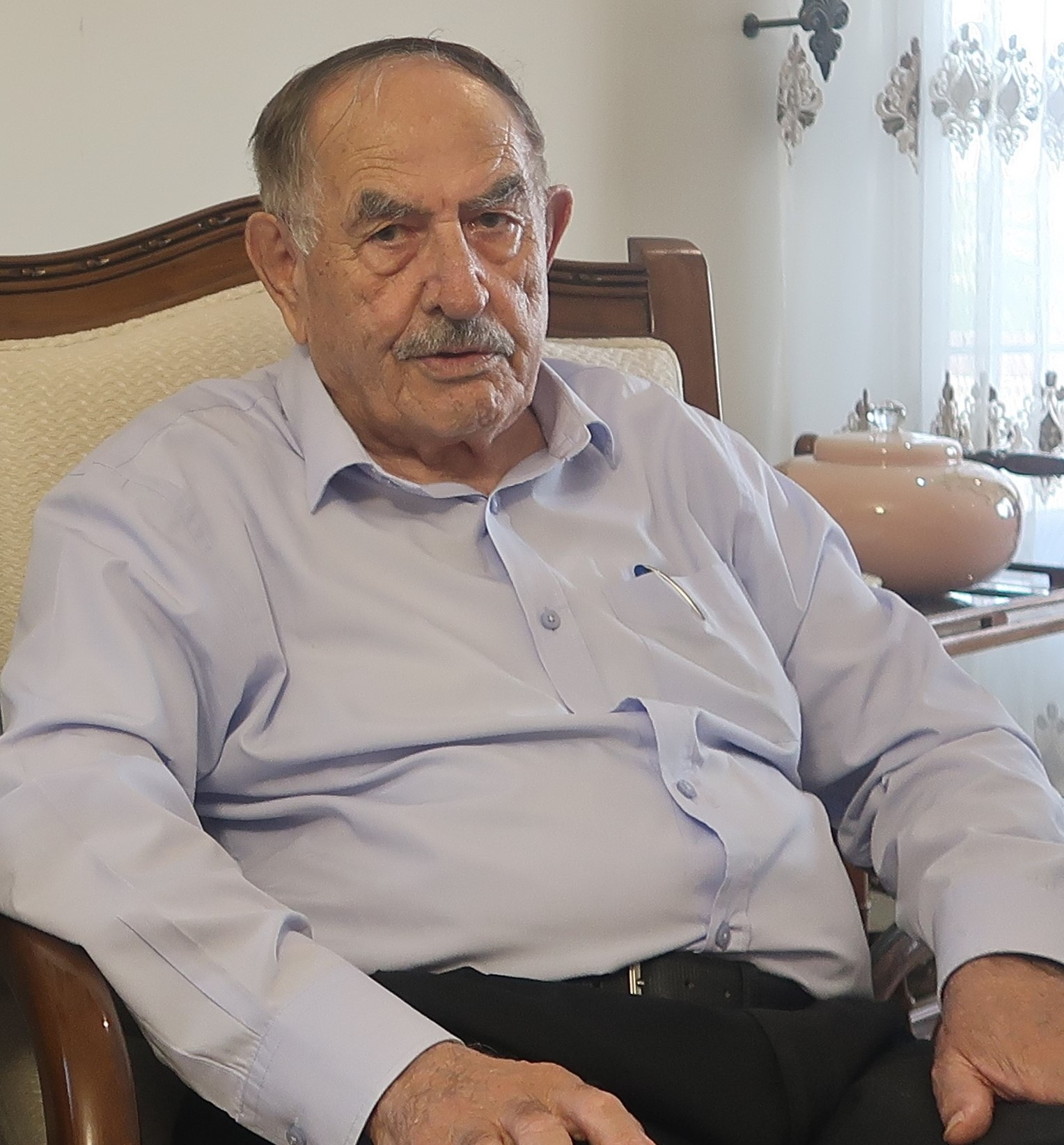
Bashshar Awwad Marouf

Bashshar Awwad Marouf, auch Baschschar Awwad Maruf oder Baschar Awad Maruf (arabisch بشار عواد معروف, DMG Baššār ʿAwwād Maʿrūf; geboren 1940) ist ein irakischer Historiker und Schriftsteller. Er ist der ehemalige Rektor der Islamischen Universität in Bagdad.
Marouf ist einer der Fellows des Königlichen Aal al-Bayt Instituts für islamisches Denken (Royal Aal Al-Bayt Institute for Islamic Thought). Er war einer der 138 Unterzeichner des offenen Briefes Ein gemeinsames Wort zwischen Uns und Euch (engl. A Common Word Between Us & You), den Persönlichkeiten des Islam an „Führer christlicher Kirchen überall“ (englisch: „Leaders of Christian Churches, everywhere …“) sandten (13. Oktober 2007).